# ガブリエル・カルデロン
ガブリエル・ウンベルト・カルデロン（Gabriel Humberto Calderón, 1960年2月7日 - ）は、アルゼンチン・チュブ州ラウソン出身の元サッカー選手、指導者。元アルゼンチン代表。ポジションはMF。

## 経歴
1976年にわずか16歳でブエノスアイレスのアベジャネーダ地区にある小さなクラブチームのクラブ・エル・ポルベニルでキャリアをスタートさせたカルデロンは、翌年、アルゼンチンの名門ラシン・クルブへとステップアップを成功させる。クラブでの活躍が当時アルゼンチン代表とアルゼンチンユース代表監督を兼務していたセサル・ルイス・メノッティの目にとまり、ワールドユース日本大会に出場する。若き日のディエゴ・マラドーナ、ラモン・ディアスらと共に優勝に貢献。
その後、クラブレベルではCAインデペンディエンテ、スペインのレアル・ベティス、フランスのパリSGと、国内外のビッグクラブを渡り歩き、代表でも1982年、1990年と2度ワールドカップに出場している。
引退後はテレビの解説者として過ごしていたカルデロンであったが、1997-1998シーズンから、現役時代にプレーしたこともあるフランスリーグ2部のSMカーンで監督業をスタートさせた。2004年の終わりからはサウジアラビア代表監督を引き継いで、ドイツを目指すことになる。
2005年6月8日、ホームのリヤドでウズベキスタンを3-0で粉砕し、ドイツへの切符を手に入れる。この時カルデロンは「ワールドカップへの資格を得るのは、すべての監督の夢であり、この結果に大変満足している。加えて私は、私がこの国に足を踏み入れたその時からこれを目標に仕事をしてきたので、とても幸せな気分だ。」と語っている。
しかし、それからわずか半年後、チームのパフォーマンスに対して不満を持ったサウジアラビアサッカー連盟は、マルコス・パケタにチームを託したため、ドイツで指揮をとることは叶わなかった。
2007年4月9日、カルデロンはオマーン代表監督に就任。しかし、長くは続かず、 翌2008年6月にサウジアラビア・プレミアリーグのアル・イテハドの監督へ。宿敵アル・ヒラルのホーム、キング・ファハド・スタジアムでの対戦を制し、就任初年度にリーグ優勝を達成している。